# Pinus celakovskiorum
Pinus celakovskiorum là một loài thực vật hạt trần trong họ Pinaceae. Loài này được Asch. & Graebn. mô tả khoa học đầu tiên năm 1897.